# Rijndak

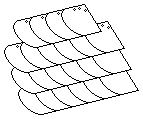
Rijndekking, rechtsdekkend

Een rijndak of rijnse dekking is een leien dak met schubleien. Aan de onderzijde zijn de leistenen afgerond en worden in een schuin oplopende lijn op het dak gelegd. Een rijndak kan linksdekkend zijn, waarbij de rijen van leien stijgen van rechts naar links, of rechtsdekkend zijn, waarbij de rijen van leien stijgen van links naar rechts. Of een dak linksdekkend of rechtsdekkend gelegd wordt is afhankelijk van de overheersende windrichting, om te zorgen dat de regen niet onder de leien wordt geblazen.
Een rijndak komt in twee typen voor, enerzijds de sjabloondekking en anderzijds de Oud-Duitse dekking. Bij de sjabloondekking wordt er gebruikgemaakt van leien met dezelfde grootte. Bij Oud-Duitse dekking verschillen de leien van grootte. De grootste en dikste leien worden onderaan het dak gebruikt en de kleinere dunnere worden hoger op het dak gebruikt. 
Naast een rijndak bestaan er andere typen leidaken, zoals het koeverdak, het maasdak, het schubbendak en de Leuvense dekking.

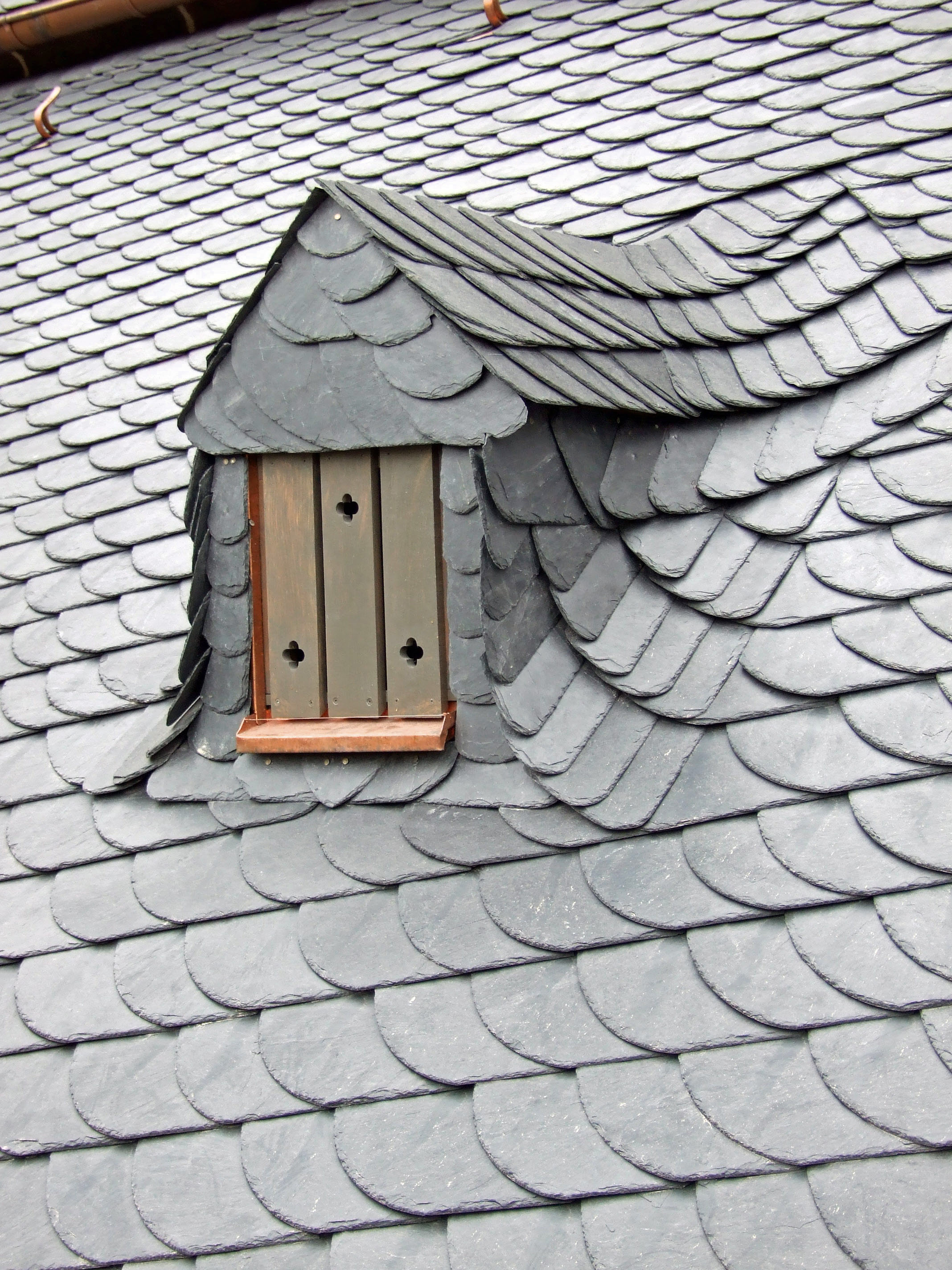
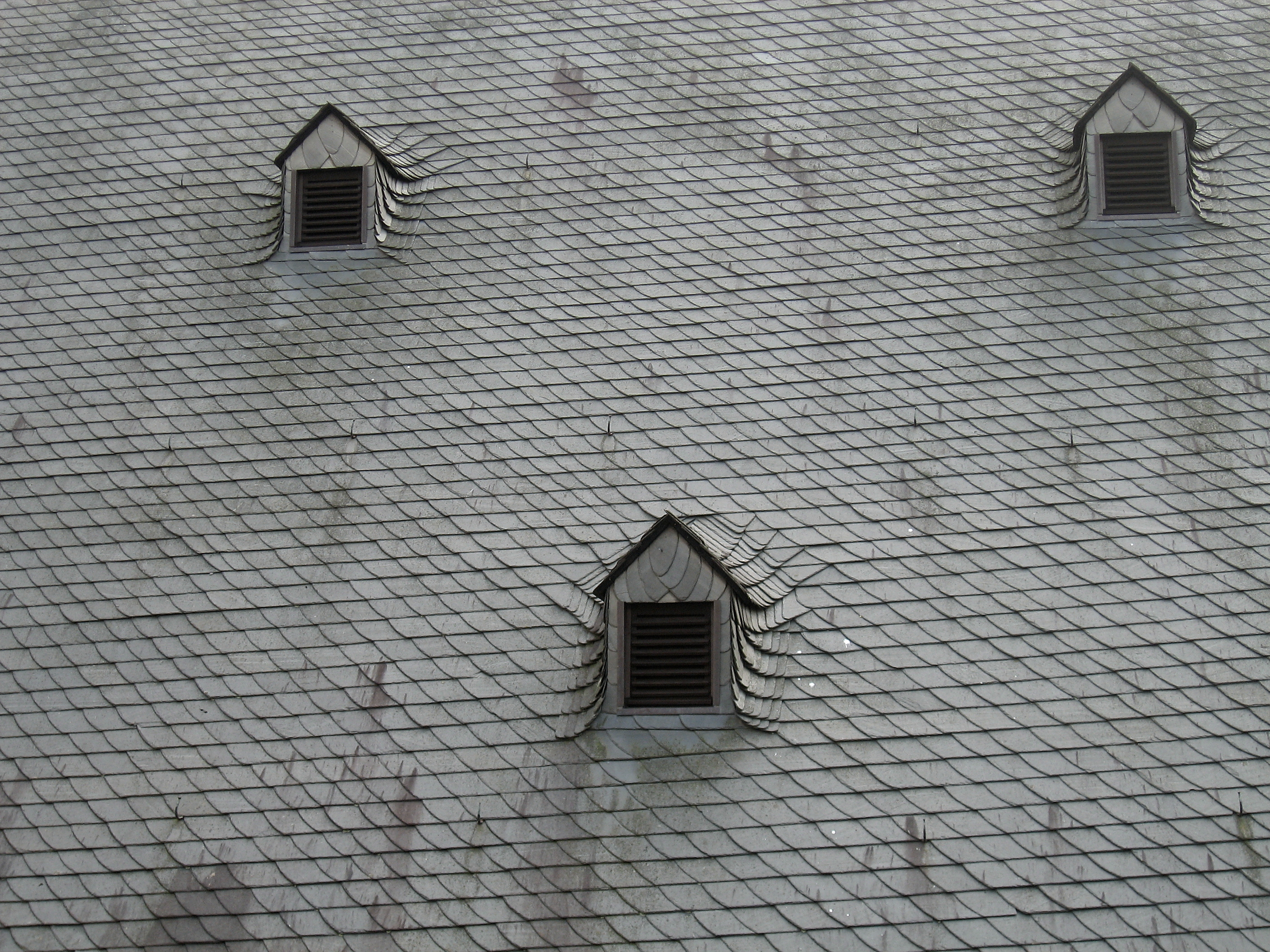